# Pardosa patapatensis
Pardosa patapatensis är en spindelart som beskrevs av Alberto Barrion och James A. Litsinger 1995. Pardosa patapatensis ingår i släktet Pardosa och familjen vargspindlar.
Artens utbredningsområde är Filippinerna. Inga underarter finns listade i Catalogue of Life.